# 이기원 (탁구 선수)
이기원(李基元, 1956년)은 대한민국의 산업은행 소속 탁구선수였다. 1977년 4월 영국 버밍엄 세계선수권에서 단체전 은메달, 김순옥과 여자복식 동메달, 이상국과 혼합복식 동메달을 획득했다.